# Amphionides reynaudii
Amphionides reynaudii is een kreeftachtigensoort uit de familie van de Amphionididae. De wetenschappelijke naam van de soort is voor het eerst geldig gepubliceerd in 1833 door H. Milne-Edwards.